# فوج المشاة 86 (رويال كاونتي داون).
فوج المشاة 86 (مقاطعة داون الملكية) كان فوج مشاة من الجيش البريطاني، نشأ في عام 1793. بموجب إصلاحات تشايلدرز، تم دمجه مع فوج المشاة 83 (مقاطعة دبلن) لتشكيل البنادق الملكية الأيرلندية في عام 1881.

## التاريخ

### التكوين

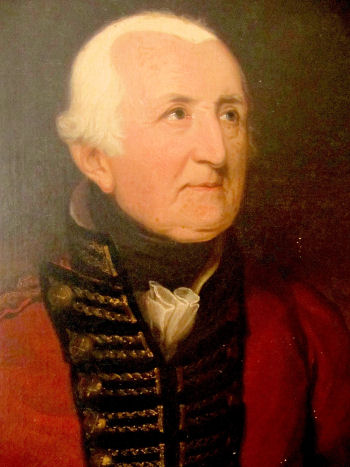
الجنرال سير كورنيولس كايلر، مؤسس الفوج

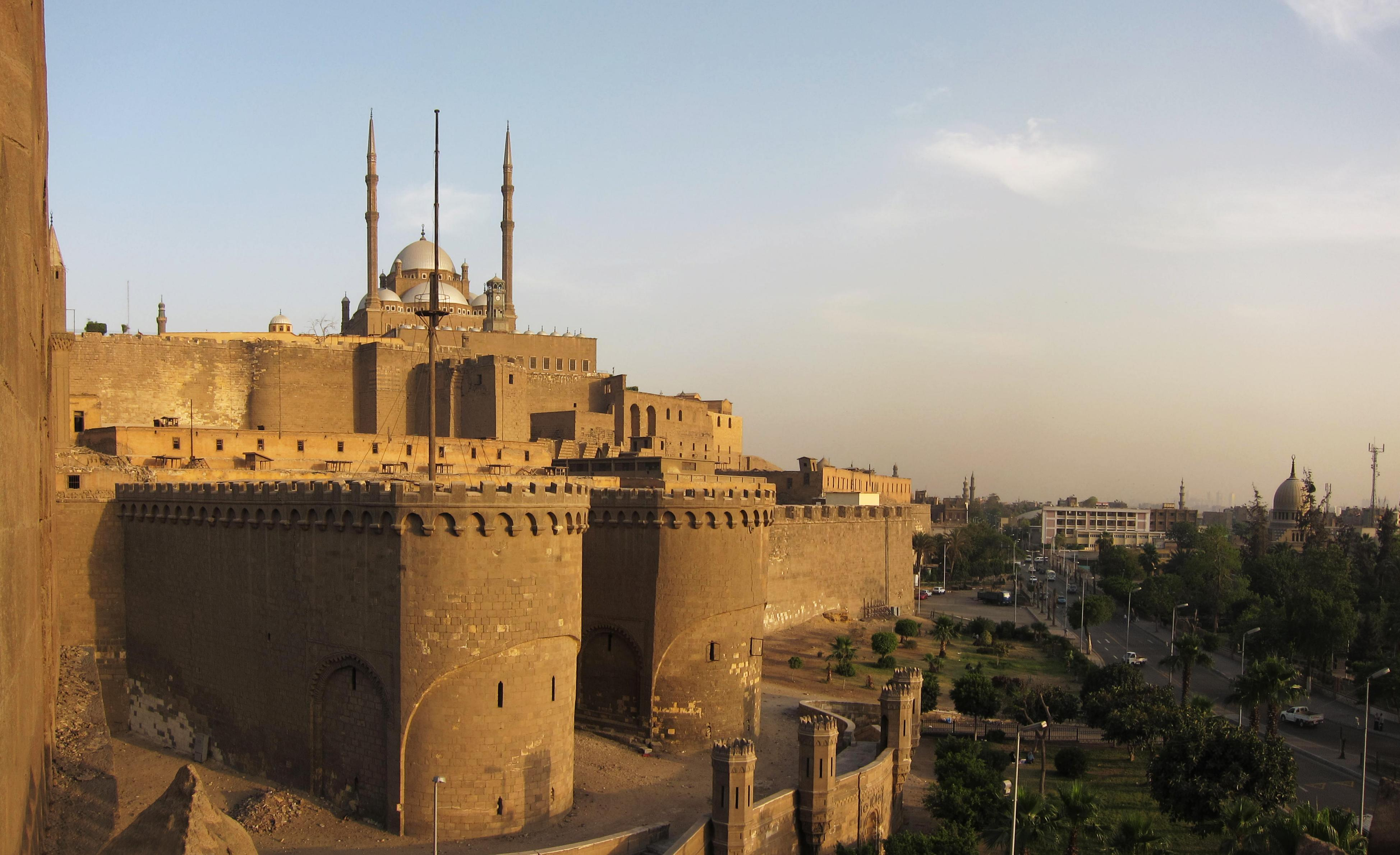
قلعة القاهرة التي احتلتها الفوج في يونيو 1801

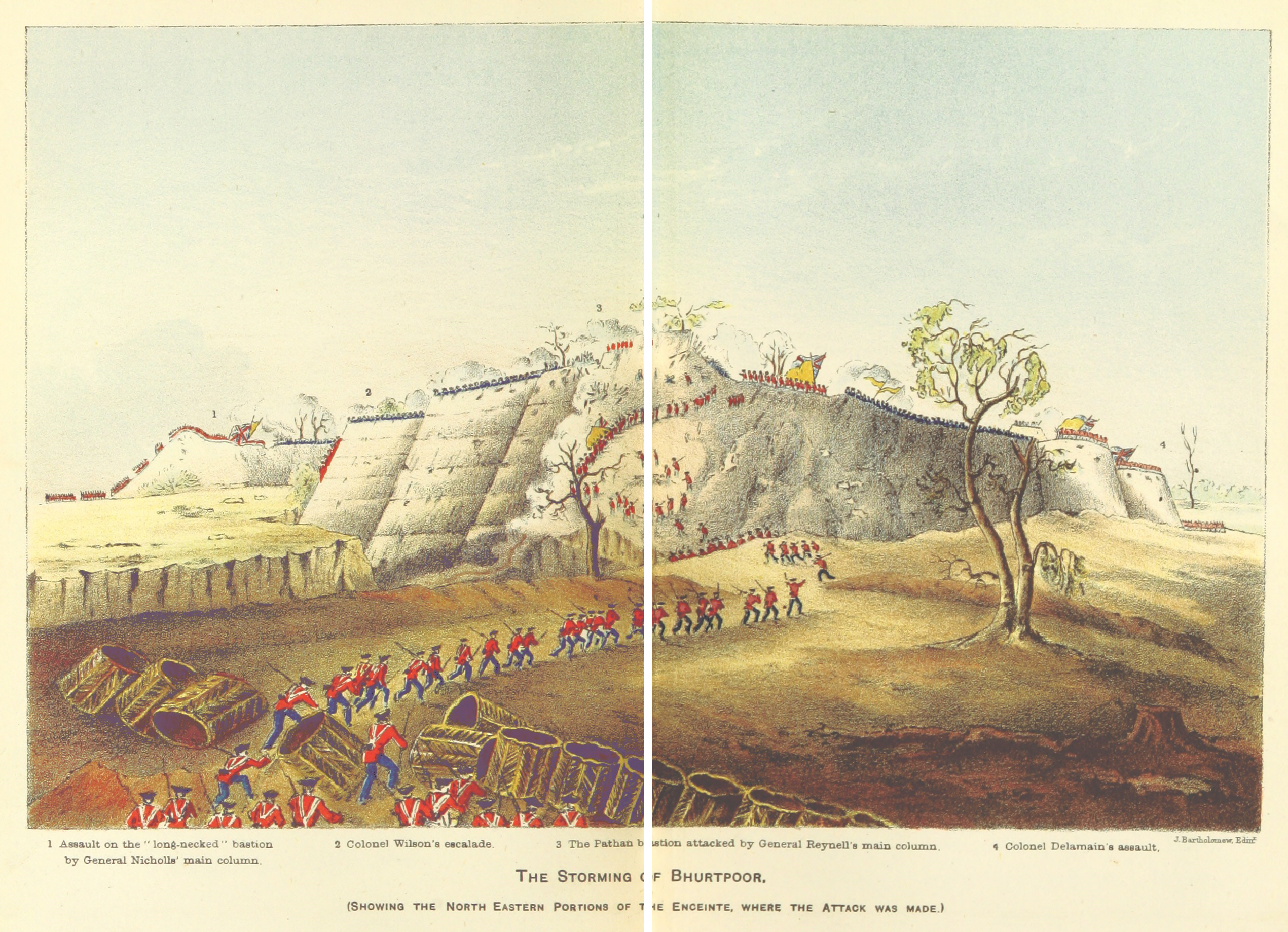
حصار (بارتبور) في يناير 1805

تم رفع الفوج في شروبشاير على يد اللواء السير كورنيليوس كويلر بصفته متطوعي السير كورنيليوس كويلر في شروبشاير، ردًا على التهديد الذي تشكله الثورة الفرنسية، في 30 أكتوبر 1793. وتم استيعابه في الجيش البريطاني في العام التالي باعتباره 86 ( متطوعو شروبشاير). خدم الفوج كقوات مشاة البحرية، وانطلق على متن السفن في يناير 1795. وشارك الرجال في معركة جزر هييريس في يوليو 1795. وقد استوعب بقايا الفوج 118 للقدم المنحل (فوج فينغال)، والذي تم ترقيته في العام السابق. للخدمة في مشاة البحرية، في أكتوبر 1795.
بدأ الفوج في رحلة إلى كيب أوف هوبي الجيد وصولاً إلى هناك في سبتمبر 1796 مع أوامر بتعزيز الموقف في المستعمرة بعد استسلام القوات الهولندية في وقت سابق من ذلك الشهر. تم إرسال الفوج إلى مدراس في الهند في فبراير 1799 وصولا إلى هناك في مايو 1799. ثم تم نقلها إلى بومباي في يوليو 1799. ومن هناك تم نشر ثلاث شركات إلى سيلون في أواخر عام 1800.
انطلق الفوج إلى مصر في أبريل 1801 للخدمة في الحملة المصرية. هبط الفوج في سويس وبعد مسيرة طويلة عبر شمال مصر  وتسليم القاهرة من قبل الجيش الفرنسي في يونيو 1801 ، احتل الفوج قلعة القاهرة. الفوج إلى بومباي  ربيع عام 1802 [1] ثم قام بتزويد أفراد استهدافين لرحلتين غير ناجحة في حصار (بارتبور) في يناير عام 1805 خلال الحرب الإنجلو-ماراتية الثانية. [2] قتل خمسة وعشرون جنديا  الفوج في العملية الكارثية. [1] عاد الفوج إلى بومباي  مارس 1806 وبدأ غوا في رحلة إلى جوا. [1] أصبح الفوج فوج  (لينستر) في أكتوبر 1809 . [1]

### حروب نابليون
شارك الفوج في غزو جزيرة بونابارت في يوليو 1810 ، وبعد غزو جزيره فرانس ، احتل الجزيرة في مارس 1811 قبل العودة إلى مدراس في فبراير 1812.[2]  أصبح فوج القدم 86 (مقاطعة رويال داون) في مايو 1812 ، [1] انتقل الفوج إلى حيدرآباد في يناير 1816 [2] من حيث شارك في عمليات لقمع البنداريين. إلى (تريكومالي) في سيلون في سبتمبر 1818 حيث شارك في عمليات لقمع الكانيانيين [1] وأبحر فقط إلى الوطن في أبريل 1819 . [2]

### العصر الفيكتوري

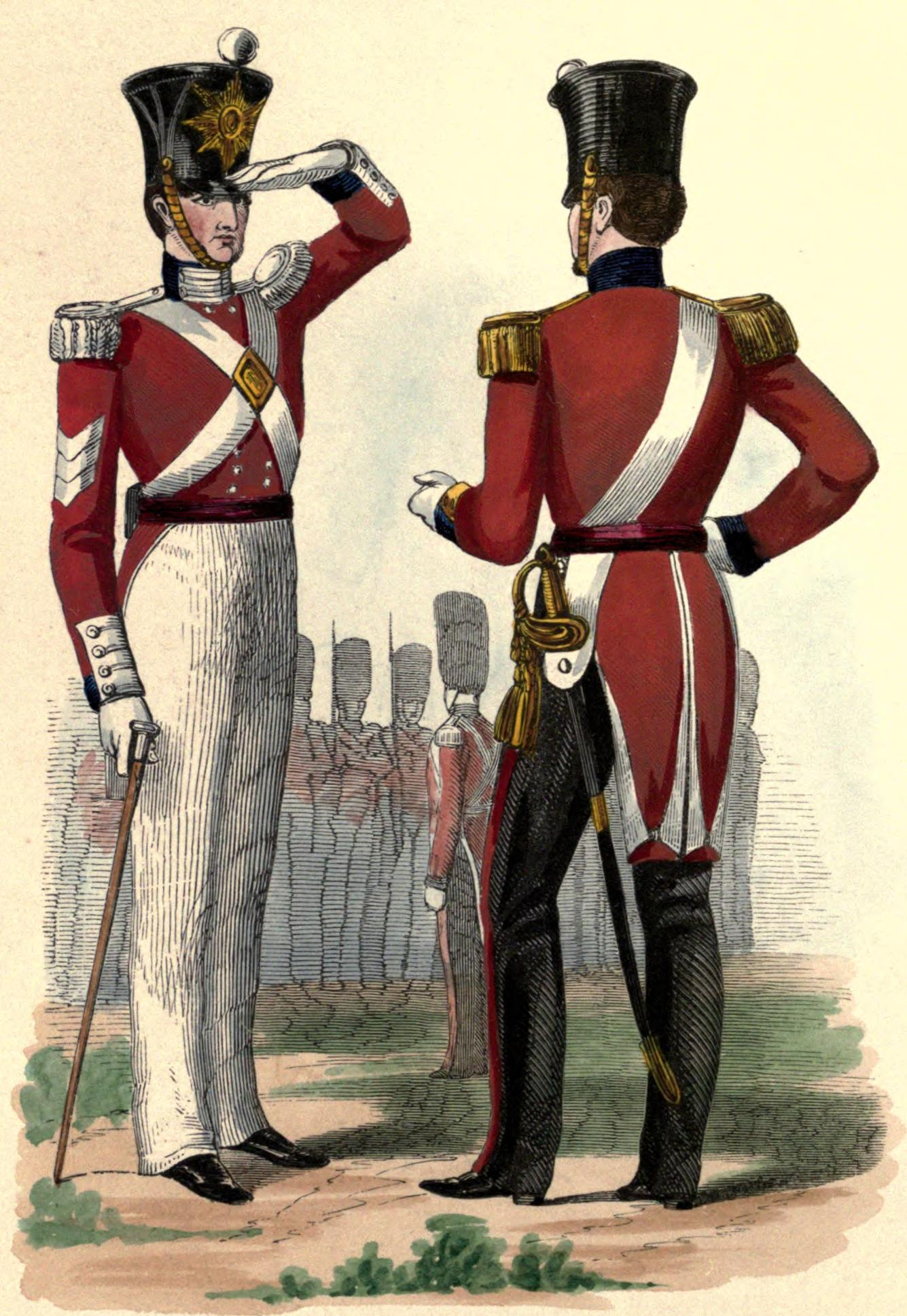
الزي العسكري، أربعينيات القرن التاسع عشر

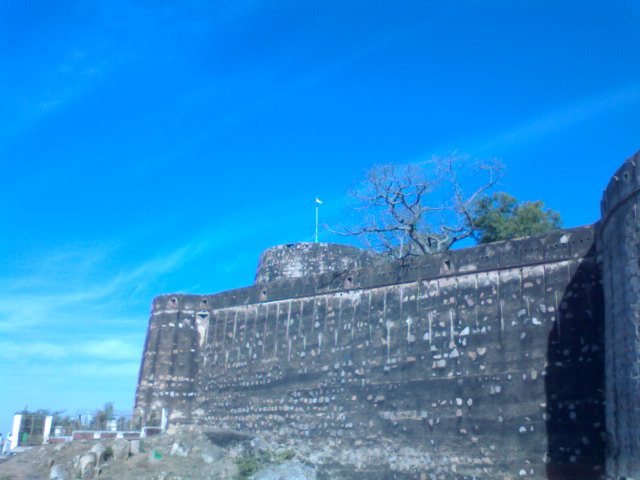
حصن جانسي الذي حاصره الفوج في أبريل 1858

تم إطلاق الطائرة إلى جزر الهند الغربية في أكتوبر 1826 . كانت مقرها في البداية في ترينيداد  ولكن انتقل إلى باربادوس في يناير 1828 ، [1] أنتيغوا في ينايو 1830 [1] ديميرا وبربيس في فبراير 1833 .[1] تم إطلاقها في مارس 1837 . عاد إلى الهند  عام 1842 ورأى العمل في وسط الهند خلال الثورة الهندية. [1] جزءا القوة التي قادها اللواء السير هيو روز الذي حصر واستولى على قلعة جانسي في أبريل 1858: تم منح أربعة صليب فيكتوريا لأعضاء الفوج لهذا العملية. [1] [2] [3] عاد إلى الوطن  أغسطس 1859 وتم نشره إلى جبل طارق في عام 1864 ثم ذهب إلى موريشيوس في عام 1867 قبل العودة إلى كيب أوف هوب جود في عام 1870.[1] عاد إلى الوطن  عام 1875 ثم استمر في رحلة إلى برمودا في عام 1880.[1]
كجزء من إصلاحات كاردويل في السبعينيات من القرن الماضي، حيث تم ربط أسطولات كتيبة واحدة معًا لتشارك مستودع واحد ومقاطعة تجنيد واحدة في المملكة المتحدة، تم ربط السلطات الثامنة والستة والستة بجيش 83 (مقاطعة دبلن) ، وتم تعيينها إلى المقاطعة رقم 63 في قصر فيكتوريا ، بلفاست. 1 يوليو 1881 دخلت إصلاحات تشيلدرز حيز التنفيذ وتدمجت الفوج مع فوج 83 (مقاطعة دبلن) لتشكيل الرجالات الملكية الأيرلندية. [1]

## شرفات المعركة
تمكنت الفريق من الاعتراف بالجيش:
- مصر (المرقبة فوق "مصر")
- الهند، بوربون، الهند الوسطى

## المستفيدون من فيكتوريا كروس
- الكابتن هنري إدوارد جيروم - 1858 ، (جانسي) (تمرد الهندية من 1857).
- الملازم هيو ستيوارت كوكران - 1858 ، جانسي (تمرد الهندي عام 1857).
- الجنود جيمس بيرن - 1858 ، جانسي (تمرد الهندي عام 1857).
- الجنود جيمس بيرسون - 1858 ، جانسي (تمرد الهندي عام 1857).

## عقيد الفوج
وكان عقداء الفوج هم:

### متطوعون في شروبشاير من السير كورنيوليس كايلر
- 1793-1794: الجنرال سير كورنيوليس كويلر، ب.السير (كورنليوس كايلر) ، (بيت)

### 86 (مطوعي شروبشاير) - (1794)
- 1794-1795: الجنرال روسل مانرز
- 1795-1803: الجنرال ويليام غرينفيلد
- 1804-1806: الجنرال السير جيمس هنري كريغ ك.بي.

### 86 (الليينستر) فوج المشاة - (1806)
- 1806-1810: الملازم الجنرال السير تشارلز روس، ب.
- 1810-1832: الجنرال فرانسيس نيدام ، إيرل كيلموري الأولفرانسيس نيدام، إيرل كيلموري الأول

### فوج القدم 86 (رويال كاونتي داون) - (1812)
- 1832-1835: الملازم الجنرال ويليام هاريس، البارون الثاني هاريس من سيرينغاباتام وميسور، سيب، كيهش
- 1835-1836: الميج جنرال القاضي السير فريدريك كافينديش بونسونبي جي سي إم جي، كسي بي، كسي إم
- 1836-1837: الجنرال السير جيمس واتسون KCB
- 1837-1843: الملازم الجنرال السير آرثر بروك كيسبي
- 1843 - 1852: الجنرال جون مايستر
- 1852-1854: الميج جنرال روجر بارك
- 1854-1862: الجنرال لورد جيمس هاي
- 1862-1881: إف.م. السير جون ميشل GCB

## الإشارات
1. 1 2 3  "86th (Royal County Down) Regiment of Foot". regiments.org. مؤرشف من الأصل في 2006-03-10. اطلع عليه بتاريخ 2016-08-07.
2. ↑  Cannon, p. 12
3. 1 2 3 4  "86th (Royal County Down) Regiment of Foot: Locations". Regiments.org. مؤرشف من الأصل في 2006-02-12. اطلع عليه بتاريخ 2017-03-05.
4. 1 2 3 4  Cannon, p. 13
5. ↑  Cannon, p. 15
6. ↑  Cannon, p. 18
7. ↑  Cannon, p. 32
8. ↑  Cannon, p. 19
9. ↑  Cannon, p. 34
10. ↑  Cannon, p. 36
11. ↑  You must specify قالب:And list when using {{London Gazette}}.
12. ↑  Cannon, p. 38
13. ↑  Cannon, p. 45
14. ↑  Cannon, p. 48
15. ↑  Cannon, p. 47
16. ↑  Cannon, p. 57
17. ↑  Cannon, p. 49
18. 1 2  Cannon, p. 59
19. ↑  Cannon, p. 60
20. ↑  Cannon, p. 61
21. ↑  "86th (Royal County Down) Regiment of Foot: Locations". Regiments.org. مؤرشف من الأصل في 2006-02-12. اطلع عليه بتاريخ 2017-03-05."86th (Royal County Down) Regiment of Foot: Locations". Regiments.org. Archived from the original on 12 February 2006. Retrieved 5 March 2017.
22. ↑  "Training Depots". Regiments.org. مؤرشف من الأصل في 2006-02-10. اطلع عليه بتاريخ 2016-10-16.
23. 1 2 3  "86th (Royal County Down) Regiment of Foot". regiments.org. مؤرشف من الأصل في 2006-03-10. اطلع عليه بتاريخ 2016-08-07."86th (Royal County Down) Regiment of Foot". regiments.org. Archived from the original on 10 March 2006. Retrieved 7 August 2016.